# Karizma
Karizma je sposobnost jasne in vizionarske komunikacije, katere sporočilo je navdihujoče in pritegne ter motivira druge posameznike. Karizma izvira iz vrednot in občutkov. O njej je govoril že Aristotel, ki jo je opisal kot vpliv, ki ga sestavljajo logos, ethos in pathos. Aristotel trdi, da moramo, če želimo prepričati ljudi,uporabiti močne argumente, vzpostaviti osebno in moralno kredibilnost in v ljudeh prebuditi čustva in strasti. Iz karizme izhaja tudi karizmatično vodenje, ki vključuje predvsem sposobnosti, ki se jih lahko naučimo oziroma jih lahko izboljšamo z vajo. Takšen način vodenja vpliva na upe, ideale in jih navdihuje. 
V religiji beseda karizma pomeni tudi nadnaravno sposobnost, ki je dana posamezniku zlasti v korist drugih.   Zanjo je značilno, da je od Boga oziroma božanstva dana posvečena sposobnost posamezniku, po katerem se delovanje tega posameznika v odnosu do religiozne skupnosti kaže kot uveljavljanje božanske moči.